# Dicranota clementi
Dicranota (Dicranota) clementi là một loài ruồi trong họ Pediciidae. Chúng phân bố ở vùng sinh thái Nearctic.